# Nomen est omen
Nomen est omen ist eine lateinische Redensart und bedeutet „der Name ist ein Zeichen“. Sie wird meist gebraucht, um auszudrücken, dass der Name eine Person oder Sache treffend kennzeichnet, oft auch übertreibend oder ironisch gebrochen. Zum besseren Verständnis kann man es frei mit „Der Name ist Programm“ übersetzen. 

## Herkunft und Verwendung
Die Redensart stammt ursprünglich vom römischen Komödiendichter Plautus (um 250–184 v. Chr.), der in seinem Stück Persa (Der Perser, Zeile 625) die Formulierung nomen atque omen (lat. „Name und zugleich auch Vorbedeutung“) verwendete. In Persa fallen diese Worte im Zusammenhang mit einer Hetäre, die Lucris („die Profitliche“) heißt.
Nomen atque omen wurde als Namenszauber dann von Wilhelm von Ockham „im philosophischen Nominalismus“ erkannt (oder durchschaut). Man kann die Wendung vielleicht auch „als Begriffsontologismus des philosophischen Idealismus“ betrachten, „um weltanschaulichen prälogischen Seelen- und Jenseitsglauben als reservatio mentalis oder asylum ignorantiae zu retten“. Namenszauber liegt zum Beispiel „noch in der Namengebung nach den Kalenderheiligen“.
Regen Gebrauch von dem Prinzip, dass der Name für die Person steht, machten z. B. die Schöpfer von Asterix, René Goscinny und Albert Uderzo bzw. die Übersetzer, die mit dem Namen auch gleichzeitig die Person charakterisieren. Als Beispiele:
- Der unbestechliche Quaestor Claudius INCORRUPTUS in Asterix bei den Schweizern
- Der Zwietracht säende Tullius DESTRUCTIVUS in Streit um Asterix

und weniger offensichtlich:
- Asterix, sozusagen "der kleine Helle", ist benannt nach dem Asterisk (altgriechisch ἀστερίσκος asterískos, „Sternchen“)
- Obelix’ zentrales Lebensthema findet sich in der Namensherkunft Obelos (altgriechisch ὀβελός, „(Brat-)Spieß“)

## Nominativer Determinismus
Mit Nomen est Omen verwandt ist der nominative Determinismus; er bezeichnet die (anfangs scherzhaft aufgestellte) Hypothese, dass Menschen dazu neigen, sich auf Arbeitsbereiche zu konzentrieren, die zu ihrem Namen passen. Die Bezeichnung wurde zuerst von C. R. Cavonius im New Scientist vorgeschlagen: "On 5 November and 3 December, this column discussed the hypothesis that authors tend to gravitate towards the area of research that fits their surname. Evidence supporting the hypothesis (which C. R. Cavonius suggests should be called Nominative Determinism) continues to pour in from readers."
Das Konzept wurde auch auf fiktionale Personen übertragen, wenn ihr Schicksal durch die Namensgebung angedeutet wird, als ob schon der Name ihr Leben bestimmt hätte.

## Belege
1. ↑  Persa - Wikisource. Abgerufen am 28. Dezember 2024 (Latein).
2. ↑  Werner Eisenhut: Die lateinische Sprache, Patmos-Verlag, Düsseldorf, 5. Auflage, 2006, S. 48.
3. ↑  Hans Martin Sutermeister: Grundbegriffe der Psychologie von heute. Elfenau, Basel 1976, DNB 201026058, S. 417.
4. ↑  Kitty Trewhitt: Nominative determinism: when names say more about us than we know. LEaF Translations, abgerufen am 6. Februar 2024 (englisch).
5. ↑  Wie der Name, so der Beruf. In: Frankfurter Rundschau. 13. Januar 2019, abgerufen am 6. Februar 2024.
6. ↑  Feedback. In: New Scientist. 17. Dezember 1994, abgerufen am 6. Februar 2024 (englisch, viele Beispiele englischer Forschernamen.).
7. ↑  De / Name mit Bedeutung. In: TV Tropes. Abgerufen am 6. Februar 2024 (deutsch).
8. ↑  Prophetic Names. In: TV Tropes. Abgerufen am 6. Februar 2024 (englisch, viele Beispiele fiktionaler Charaktere).